# Bob Sheppard

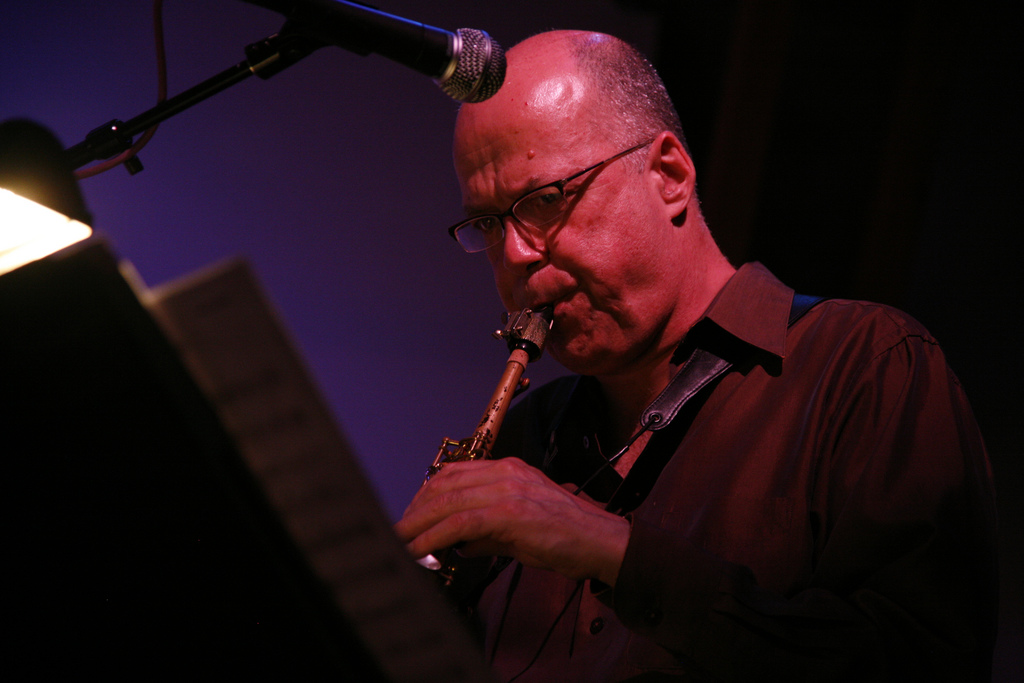
Bob Sheppard

Bob Sheppard (* 4. Mai 1952 in Trenton (New Jersey)) ist ein US-amerikanischer Jazz-Saxophonist (Tenor, Sopran), Flötist und Klarinettist.

## Leben und Wirken
Sheppard wuchs in Philadelphia auf und studierte an der Eastman School of Music in Rochester. Neben Jazz spielt er als Studiomusiker und im Popbereich. Er ist Multiinstrumentalist.
Er spielte dann mit acht Jahren mit Freddie Hubbard, mit verschiedenen Ensembles von Billy Childs (der auf seinem Album Tell Tale Signs von 1991 mitspielt) und war langjähriges Mitglied des Trios (The Lounge Art Ensemble mit Dave Carpenter am Bass) des Schlagzeugers Peter Erskine, mit dem er auch zwei Alben herausbrachte (Lava Jazz 1998, Music for Moderns 2005). Er spielte in Chick Coreas Origin, mit Mike Stern, Randy Brecker, Horace Silver, Lyle Mays, Nat Adderley, Scott Henderson, John Serry und in der Toshiko Akiyoshi/Lew Tabackin Big Band. 2019 wirkte er bei John Beasleys Grammy-nominierten Album MONK’estra Plays John Beasley mit.
Sheppard tourte außerdem mit Steely Dan und Boz Scaggs und begleitete James Taylor, Natalie Cole, Queen Latifah, Rickie Lee Jones, Stevie Wonder, Rod Stewart, Randy Newman, Kurt Elling, Marilyn Scott, Elvis Costello, Dianne Reeves, Sandra Booker und Joni Mitchell (zum Beispiel auf deren Album Shine).
Er lebt seit Mitte der 1980er in Los Angeles, arbeitet aber auch viel in New York City. Er unterrichtet in Jazz Clinics und an der Thorton School of Music der University of Southern California.
Er nahm unter eigenem Namen auf: In the Now (Sirocco Jazz 2002) und Close your eyes (BFM Jazz 2010).